# آندریا بوسالیا
آندریا بوسالیا (انگلیسی: Andrea Bussaglia؛ زادهٔ ۲۸ مهٔ ۱۹۹۷) بازیکن فوتبال است.